# Teoría de la X'
La Teoría de la X-barra es un principio sobre la estructura básica de los sintagmas en la moderna teoría de la sintaxis. Este principio establece que existen ciertas similitudes estructurales en todos los tipos de sintagmas de todas las lenguas humanas.
La teoría de la X-barra fue desarrollada por Ray Jackendoff a partir de ciertas observaciones realizadas por Noam Chomsky a principios de los 70 en el marco de la Teoría estándar extendida. Sin embargo, la teoría adquiere relevancia al ser incluida dentro del modelo de Rección y ligamiento como un submódulo de la gramática, reemplazando a las reglas de estructura de frase de la Teoría estándar.
El término "X-barra" deriva de la notación originalmente usada, en la que ciertos elementos eran representados mediante: X (una X con una barra encima). Puesto que esta escritura tipográfica a veces es difícil de representar, normalmente se substituye por X′, usando un signo de prima, que aun así sigue siendo leído como "X barra".
En el actual Programa Minimalista, se prescinde de la teoría X-barra al ser derivables todas sus propiedades a partir de la operación de ensamble.

## Definición y ejemplo
Se supone que todo sintagma es la máxima proyección de un núcleo. Un núcleo se proyecta dos veces y recibe un modificador en cada proyección. Por tanto, si la letra X se utiliza para designar algún tipo de núcleo (N = nombre, adjetivo o pronombre; V = verbo, P = preposición,...). el sintagma X (SX) puede descomponerse como sigue: 
- Un núcleo X se proyecta al nivel X' al recibir como modificador a un complemento.
- X' puede recibir optativamente un adjunto sin modificar su naturaleza de proyección intermedia.
- X' se proyecta a SX al recibir como modificador a un especificador.

Un ejemplo de sintagma adjetivo con la anterior estructura sería el siguiente:

{\displaystyle [_{SA}\ [_{SAdv}\ {\mbox{mucho menos}}]\ [_{\bar {A}}\ [_{\bar {A}}\ [_{A}\ {\mbox{propenso}}]\ [_{SP}\ {\mbox{a las enfermedades}}]]\ [_{SP}\ {\mbox{por falta de defensas}}]]]}

Donde:
{\displaystyle [_{SAdv}\ {\mbox{mucho menos}}]} sería el especificador.
{\displaystyle [_{SP}\ {\mbox{a las enfermedades}}]} sería el complemento.
{\displaystyle [_{SP}\ {\mbox{por falta de defensas}}]} sería un adjunto.
{\displaystyle [_{A}\ {\mbox{propenso}}]} sería el núcleo sintáctico.

## Relaciones estructurales
Los constituyentes de una derivación mediante teoría X-barra pueden contraer tres tipos de relación estructural que pueden ser relevantes para la teoría sintáctica:
- Dominio
- Comando-c
- Rección

### Dominio
Es el tipo de relación más simple.
```
    A
   / \
  B   C
     / \
    D   E

```

Un elemento domina a otro si puede trazarse una línea descendente del primero hasta el segundo (en este caso, A domina a todos los demás elementos y C domina a D y a E. B, D y E no dominan a ningún elemento).
Un elemento domina inmediatamente a otro si lo domina y no hay algún otro elemento entre ellos (en el ejemplo, A domina inmediatamente a B y C, pero no a D y E).

### Mando-c
El mando-c (o mando de constituyentes) está fundada en la regla Muévase α. Es una noción importante que se mantiene hasta el actual Programa minimalista. Por ejemplo, todos los desplazamientos de constituyentes se hacen a posiciones de mando.
```
    A
   / \
  B   C
     / \
    D   E

```

Un elemento X manda-c a otro Y si y solo si:
- Ninguno domina al otro.
- Y es dominado (inmediatamente o no) por un elemento Z, que a su vez domina inmediatamente a X.

En el ejemplo, B manda-c a C, D y E, pero D no manda-c a B.

### Rección
La rección es una de las nociones centrales del modelo gramatical de rección y ligamiento, dado que en ella se basan cuestiones tan variadas como la asignación de caso y la legitimación de las huellas de desplazamiento. "Un elemento A rige a otro elemento B" si y solo si:
- A manda-c a B.
- Si A es una unidad rectora (preposiciones o verbos, en el caso del español).
- Si no existen otras unidades rectoras entre ambos.

## Categorías funcionales y léxicas
Algunas formas de la teoría de la X′ sostienen que solo algunas categorías sintácticas, denominadas categorías funcionales poseerían la estructura anterior. Estas categorías funcionales serían el sintagma determinante, el sintagma complementador y el sintagma de inflexión. El resto de categorías más comunes, denominadas categorías léxicas como nombres, adjetivos o verbos, no tienen la estructura anteriormente descrita, ya que carecerían del último nivel superior. Así un nombre solo intervendría en estructuras del tipo:
```
      N'
     / \
    N'  adjunto
   / \
  N   complemento
  |
núcleo

```

Esta estructura se resume diciendo que las categorías léxicas solo "se proyectan" hasta el nivel X′ no hasta el nivel X″ o SX. De acuerdo con esta visión no existirían realmente ni el sintagma nominal, ni el sintagma adjetival, ni el sintagma verbal. Esta suposición de no-uniformidad de estructura sintáctica para las diferentes categorías permitiría explicar el comportamiento singular de supuestos especificadores.
Por ejemplo en (1) se hace patente el hecho de que en un "sintagma nominal" (en el sentido clásico) aparezca o no un determinante posesivo permite o elimina el desplazamiento de un complemento del sintagma:

(1) a. De qué personajesi compraste [retratos antiguos ti]
b. **De qué personajesi compraste [sus retratos ti]

La primera oración (1a) es perfectamente admisible en español, mientras que la segunda (1b) no lo es. Este contraste no puede comprenderse si el posesivo se considera simplemente un especificador de un supuesto sintagma nominal. En cambio puede ser explicada si admitimos que el posesivo es de hecho el núcleo de un sintagma determinante.
En esta versión de la X′ se suplementa además, con la suposición de que solo las categorías funcionales son capaces de asignar caso gramatical o regir concordancias.